# Javier Báez
Ednel Javier Báez (Bayamón, 1 de diciembre de 1992), más conocido como Javier Báez o Javy Báez, es un Campocorto puertorriqueño de béisbol profesional que pertenece a los Detroit Tigers de las Grandes Ligas (MLB). Anteriormente jugó para los New York Mets y para los Chicago Cubs.

## Biografía
Nacido y criado en Puerto Rico, Báez se mudó a (Florida) en 2005 junto con su madre y hermanos, dos hermanos y una hermana. La medida fue para que su hermana, Noely, pudiera recibir tratamiento médico para su condición de espina bífida. En Puerto Rico, él y sus dos hermanos, Gadiel y Rolando, se familiarizaron con el deporte a través de su padre, Ángel Luis Báez quien, antes de su muerte cuando Javier tenía diez años, influyó mucho en su vida y fue responsable de su interés por el béisbol. Los hermanos inmortalizarían más tarde este interés al hacerse tatuajes del logo de Major League Baseball , que simbolizaba que "el béisbol ha estado en sus vidas para siempre". Como estudiante de secundaria, a Báez le tomó tiempo adaptarse porque no podía hablar o entender inglés con fluidez. Báez finalmente aprendió el idioma a través de prueba y error en un proceso que duró tres años, memorizando palabras antes de conocer su significado real.
Báez asistió a la Arlington Country Day School (ACD) en Jacksonville, Florida. Su entrenador en ACD, Ron Dickerson, señaló que inicialmente los cazatalentos no estaban impresionados por él, destacando su talento, pero sin creer que pudiera convertirse en una estrella. Dickerson enfatizó que la ética de trabajo de Báez fue responsable de posicionarlo como un prospecto real. En su segundo año, tenía un promedio de bateo de (.463) con 38 hits , de los cuales nueve fueron dobles y 13 jonrones. Haciendo 82 apariciones en el plato en 25 juegos, también acumuló 60 carreras impulsadas(Carreras impulsadas). Cuando terminó su temporada juvenil, Báez era un Aflac All-American altamente calificado. En su temporada sénior, registró 64 hits en 83 turnos al bate para acumular un promedio de (.771), que incluyó 20 dobles y 22 jonrones. En total, Báez registró 52 carreras impulsadas en 30 partidos. Durante su tiempo en ACD, nunca jugó una posición de manera constante. Después de trabajar en la segunda base, Báez fue trasladado al campo corto una vez que el equipo perdió a un jugador. Además de estas posiciones, también jugó como jardinero central y como receptor. Se comprometió a jugar béisbol universitario enUniversidad de Jacksonville.